# Arfé
Pour les articles homonymes, voir Arfe.
L'Arfé est une création artistique faite à base de café. Cette expression a été utilisée pour la première fois par le New-York Times en juillet 1998.
Le terme est un néologisme créé par un artiste portoricain, Francisco Rivera Rosa, afin de décrire ses peintures à base de café. Il est issu de la combinaison des termes art and café. 
Parmi les artistes versés dans l'Arfé, il y a Mira Chudasama & Amita Chudasama, Andrew Saur et Angel Sarkela-Saur.